# Juana a los 12
Juana a los 12 es una película de drama y comedia argentina de 2016 escrita y dirigida por Martin Shanly (cuya cinta es su ópera prima).
La película fue presentada por primera vez en el Buenos Aires Festival Internacional de Cine Independiente 2014 en la sección Competencia Argentina.

## Reparto
- Rosario Shanly como Juana.
- María Passo como Patricia.
- María Inés Sancerni como Profesora de matemática.
- Javier Burin Heras como Torcuato.
- Mirta Bogdasarian como Alicia.
- Sofía Brockenshire como Secretaria.
- Camila Dougall como Profesora de Teatro.
- Connie Dougall como Pianista.
- Kristy Green como Psicopedagoga.
- Graciela Muñiz como Imelda.
- Barbara Perkins como Miss Hendrix.
- Ivan Quevedo como Benjamin.
- Monica Raiola como Marucha.
- Renata Toscano Bruzón como Teresa.

## Recepción

### Crítica
La película fue muy bien recibida por la crítica. En el portal Todas Las Críticas tiene una aprobación del 96% con un promedio de 77/100 basado en 24 reseñas. Manuel Bláuab del sitio Alta Peli alabó la dirección de actores destacando entre todo su repertorio, a la joven protagonista Rosario Shanly.